# Kurucz György (motorversenyző)
Kurucz György (Budapest, 1929. május 28. – 2021. március 15.) magyar motorversenyző.

## Pályafutása
A Postás színeiben kezdte a versenyzést. 1950 és 1970 között a Bp. Honvéd csapatában szerepelt motorversenyzőként. 1956 és 1969 között a gyorsasági motoros válogatott keret tagja volt. 1956-ban a francia Bol d'or 24 órás motorversenyen a 250 cm³ kategóriában első, az abszolút versenyben negyedik lett Reisz Jánossal csapatban.

## Sikerei, díjai
- Bol d'or – Reisz Jánossal
  - győztes: 1956 (250 cm³)
  - 4.: 1956 (abszolút kategória)
- Magyar bajnokság
  - Gyorsasági versenyág – 350 cm³
    - bajnok (7): 1951, 1953, 1962, 1965, 1966, 1967, 1968
    - 2.: 1963

  - Gyorsasági versenyág – 500 cm³
    - bajnok (14): 1954, 1955, 1956, 1957, 1960, 1961, 1962, 1963, 1964, 1965, 1966, 1967, 1968, 1969

  - Túra versenyág – 350 cm³
    - bajnok: 1954